# Andreas Schmalfuß

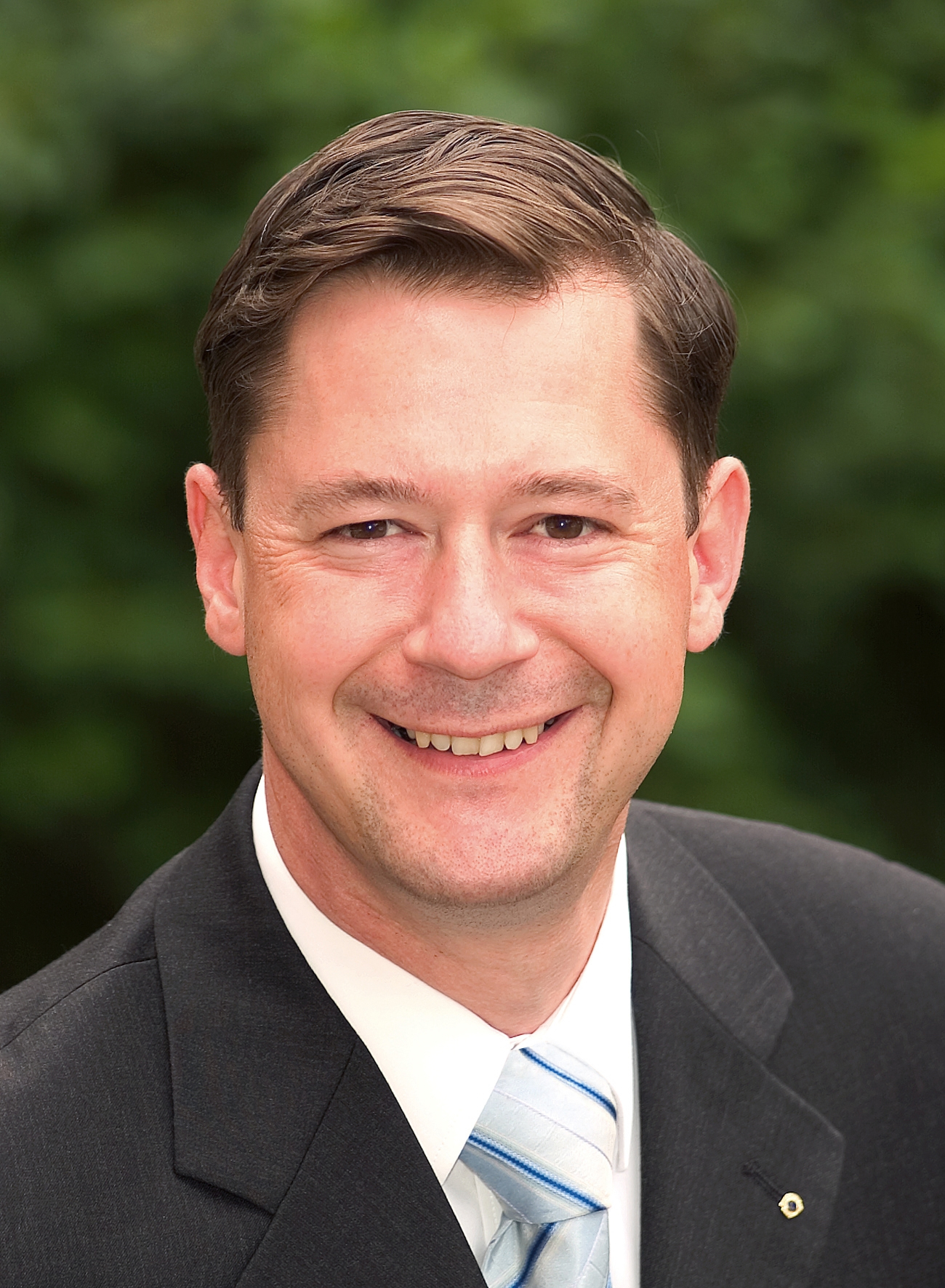
Plakatfoto von 2009

Andreas Siegfried Schmalfuß (* 27. Juli 1966 in Zwickau) ist ein deutscher Politiker (FDP). Von 2004 bis 2014 war er Abgeordneter des Sächsischen Landtags. 2009 wurde er zum 3. Vizepräsident des Sächsischen Landtags gewählt und führte dieses Amt bis September 2014. Darüber hinaus ist er seit 2009 als Stadtrat in Chemnitz tätig.

## Leben

### Ausbildung und Beruf
Von 1988 bis 1991 absolvierte Andreas Schmalfuß das Studium der Ökonomie und von 1991 bis 1994 das Studium der Wirtschaftswissenschaften an der Technischen Universität Chemnitz. 1994 bis 1997 arbeitete er dort als wissenschaftlicher Mitarbeiter. Im Jahr 1994 beendete er sein Studium mit dem Abschluss Diplom-Kaufmann. 1997 folgte seine Promotion zum Dr. rer. pol. an der Technischen Universität Chemnitz, er schloss seine Promotion zum Thema „Zur Entwicklung einer führungsorientierten Kosten- und Leistungsrechnung mit dem Schwerpunkt der Marktsegmentrechnung für klein- und mittelständische Unternehmen“ mit dem Prädikat „magna cum laude“ ab. Von 1997 bis 1999 war Andreas Schmalfuß bei der PricewaterhouseCoopers Unternehmensberatung GmbH als Consultant tätig, außerdem studierte er an der Dresden International University, die er 2006 mit dem Abschluss LL.M. verließ.
Von 1999 bis 2002 fungierte er als Associate Director bei der SachsenLB Corporate Finance Holding GmbH. 2002 bis 2009 leitete er den Geschäftsbereich „Betriebswirtschaft & Corporate Finance“ bei der M+E Consult GmbH. Von 2003 bis 2004 war er zudem kaufmännischer Geschäftsführer der Omeras GmbH in Lauter/Sachsen. Von 1999 bis 2014 war Andreas Schmalfuß als ehrenamtlicher Dozent an der Berufsakademie Sachsen – Staatliche Studienakademie Leipzig tätig. 
Andreas Schmalfuß lebt mit seiner Frau und seinen beiden Kindern in Chemnitz.

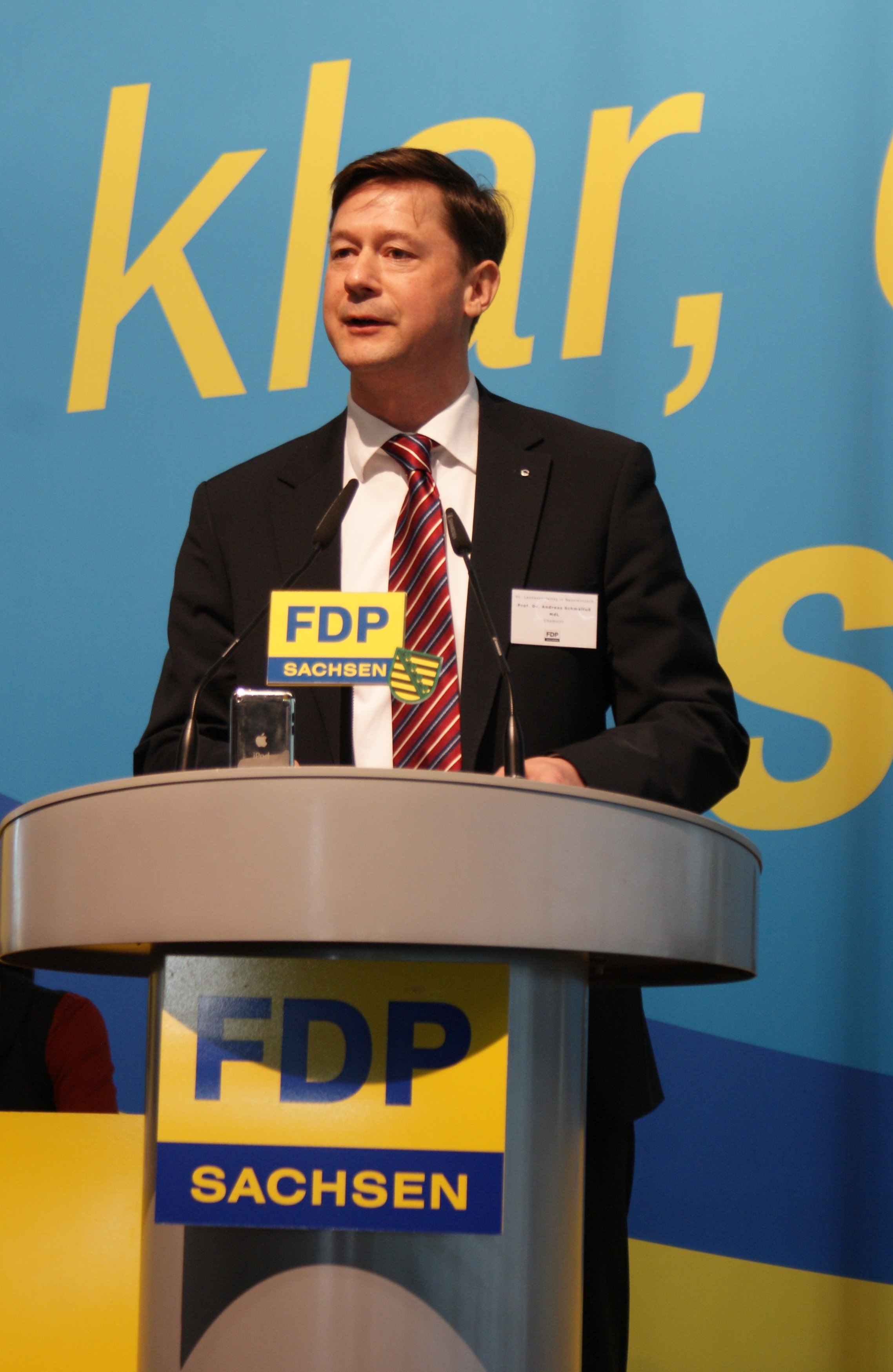
Auf dem Landesparteitag der FDP Sachsen in Neukieritzsch am 23. März 2013.

## Politik- und Parteilaufbahn
Andreas Schmalfuß trat 1990 in die sächsische FDP ein. Seit 1995 ist er Mitglied des Landesvorstandes der FDP Sachsen. 1999 wurde er zum stellvertretenden Landesvorsitzenden gewählt. Seit 2008 ist er Kreisvorsitzender der FDP Chemnitz und wurde im Jahre 2009 zum Stadtrat der Stadt Chemnitz gewählt, seinen Austritt aus der Fraktion erklärte er per Fax am 31. August 2015.

### Abgeordnetentätigkeit
Von September 2004 war Andreas Schmalfuß über die Landesliste gewähltes Mitglied der FDP-Fraktion des Sächsischen Landtags. Mit Beginn der 5. Legislaturperiode im September 2009 wurde er zum 3. Vizepräsident des Sächsischen Landtags gewählt und führte dieses Amt bis zum Ende der Legislatur im September 2014. Er war zudem haushalts- und finanzpolitischer sowie forschungs- und technologiepolitischer Sprecher der FDP-Fraktion im Sächsischen Landtag.
Die Themenschwerpunkte seiner politischen Arbeit waren u. a. die Bereiche Technologie-, Finanz- und Haushaltspolitik sowie Hochschulpolitik und Wissenschaft.

#### Tätigkeit in Ausschüssen
4. Legislaturperiode
- Mitglied im Ausschuss für Wissenschaft und Hochschule, Kultur und Medien,
- Mitglied des 1. Untersuchungsausschusses (Sachsen LB),
- stellv. Mitglied im Ausschuss für Wirtschaft, Arbeit und Verkehr,
- stellv. Mitglied im Ausschuss für Umwelt und Landwirtschaft,
- stellv. Mitglied im Ausschuss für Geschäftsordnung und Immunitätsangelegenheiten,

5. Legislaturperiode

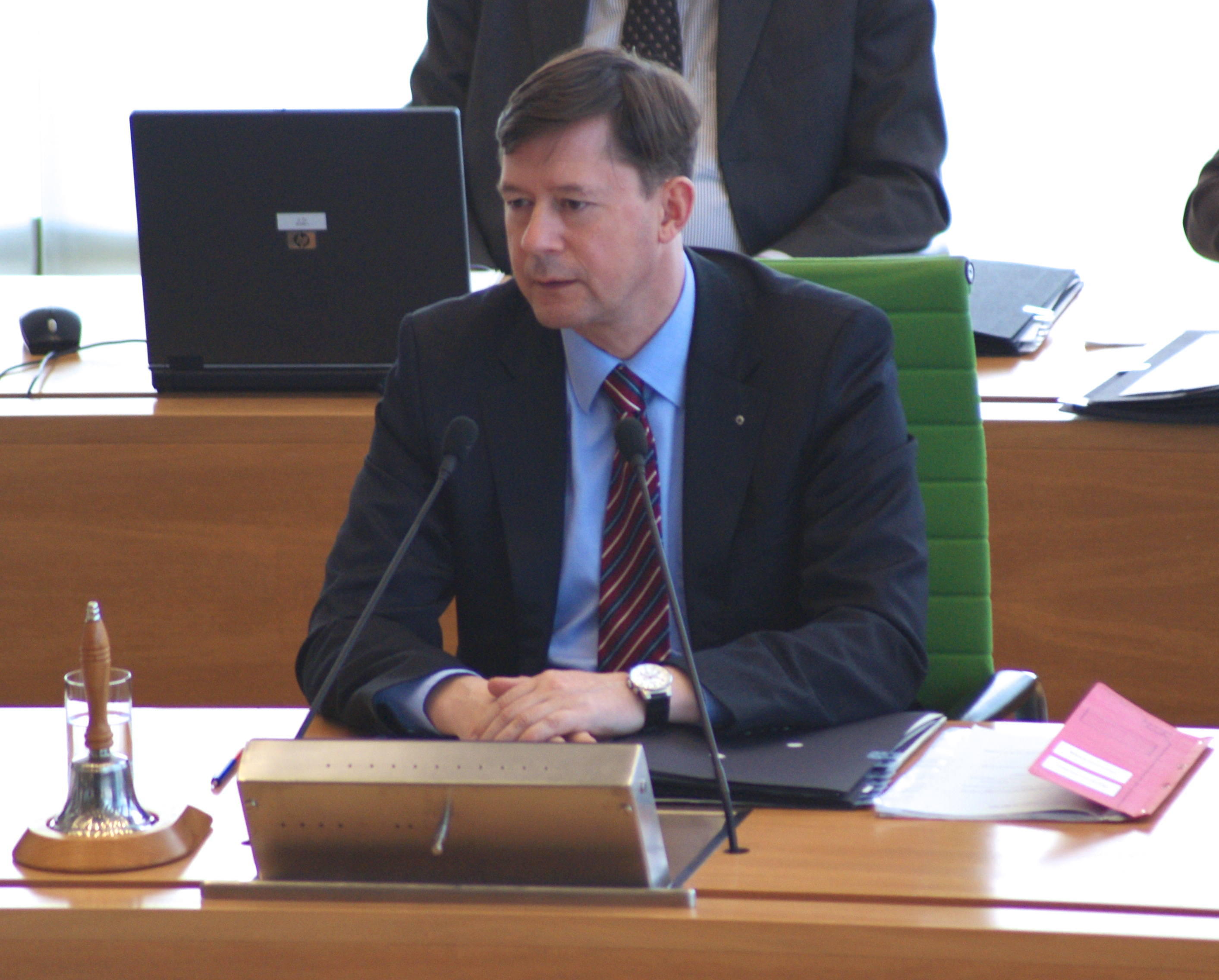
Im Präsidium des Sächsischen Landtags.

- 3. Vizepräsident des Sächsischen Landtags
- Haushalts- und finanzpolitischer Sprecher
- Forschungs- und technologiepolitischer Sprecher
- Mitglied im Ausschuss für Wissenschaft und Hochschule, Kultur und Medien,
- Mitglied im Haushalts- und Finanzausschuss
- Mitglied im Ausschuss nach Art. 113 der Verfassung (Notparlament)
- stellv. Mitglied im Ausschuss für Wirtschaft, Arbeit und Verkehr,
- stellv. Mitglied im Ausschuss für Umwelt und Landwirtschaft,

## Mitgliedschaften
- seit 2013: Mitglied im Verwaltungsrat der Wilhelm-Külz-Stiftung
- seit 2004: Mitglied im Bundesverband der Bilanzbuchhalter und Controller e. V.
- seit 2003: Mitglied des Chemnitzer Mittagskreis e. V.
- seit 2001: Mitglied der Chemnitzer Wirtschaftswissenschaftlichen Gesellschaft e. V.
- seit 2001: Mitglied des Lions Club Chemnitz-Agricola, Präsident 2003/2004

## Gesellschaftliches Engagement
Eine Besonderheit der sächsischen FDP war der Verein FDP hilft e. V. Jeder FDP-Landtagsabgeordnete, so auch Andreas Schmalfuß, spendete seit 2004 den Nettobetrag aller Diätenerhöhungen inklusive der von 2003 in den gemeinnützigen Verein. Damit wurden soziale, karitative und kulturelle Projekte unterstützt.
Schmalfuß ist stellvertretender Vorsitzender des Vereins Freie Mittelstandsvereinigung Saxonia e. V., einer gemeinnützigen Organisation, die sich die Stärkung des Mittelstandes zum Ziel gesetzt hat.